# Philoponella vicina
Philoponella vicina es una especie de araña araneomorfa del género Philoponella, familia Uloboridae. Fue descrita científicamente por O. P.-Cambridge en 1899.
Habita desde México hasta Costa Rica.